# Egon Wellesz
Egon Wellesz   (Viena, 21 d'octubre de 1885 - Oxford, 9 de novembre de 1974) va ser un compositor, professor i musicòleg austríac —més tard britànic—, notable especialment en el camp de la música bizantina.

## Biografia
Egon Wellesz va néixer a Viena el 1885, fill únic de pares d’origen hongarès. La seva mare, Ilona Lovenyi, pianista i antiga alumna de Carl Frühling, va ser una influència clau en la seva inclinació musical. Tot i rebre classes de piano de petit, Wellesz mai no va destacar tècnicament, però va arribar a acompanyar cantants en composicions pròpies. Va estudiar al prestigiós Gymnasium Franz Joseph, on es va formar en humanitats clàssiques. Malgrat que els seus pares volien que estudiés Dret, Wellesz es va sentir profundament atret per Gustav Mahler, que va marcar decisivament la seva vocació musical.
Després va cursar els estudis de música sota la direcció de Frühling i Schönberg. Des de la seva tesi doctoral, presentada el 1908 i en la qual s'estudiava les obres de J. Bonne, compositor i mestre de capella del teatre de l'Òpera de Viena el segle xviii, Wellesz destacà com a erudit i crític profund, especialment versat en música antiga, vers la qual publicà innombrables treballs en les revistes professionals alemanyes, angleses i nord-americanes. La majoria d'aquests apareixen col·leccionats en llibre, especialment els referents a música de l'Església Ortodoxa.
De 1911 a 1915 fou professor d'història de la música en el Neuen Konservatorium, de Viena, i el 1913 ocupà la càtedra de musicologia de la universitat d'aquella capital. Durant els primers anys de 1930 fou professor de composició en el Quenn's College d'Oxford, on entra d'altres alumnes va tenir a Robert Donington. Després també fou professor al «Downing College» de Cambridge, on també tingué alumnes com Wilfrid Mellers i d'altres.
Les composicions musicals d'aquest autor, del gènere impressionista i expressionista, i que cultivaven les modernes escoles vienesa, francesa i anglesa, seguien les orientacions assenyalades per Schönberg en el seu últim estil, mostrant en l'autor una robusta personalitat, així com una sòlida i extremada formació. Les seves obres principals publicades foren: Arnold Schönberg, (1921). Der Beggin des musikalischen Barock und die Anfänge der Oper in Wien, 1922). Byzantinischen Musik, (1926). Ausgaben und Probleme der orientalischen Kirchenmusik, (1927). A part de diverses obres per a piano i lieder va compondre: Vorfrühling, poema per a orquestra. Una suite, Gebete der Mädchen zur Maria, per a cor i orquestra. Un quartet de corda. Diana; Persisches Ballet i Achylles auf Skyros, Die Prinzessin Cirnara, estrenada a Hannover i Frankfurt el 1921.

## Música per a l'escena
- Das Wunder der Diana, op. 18 (1914–1917), ballet de Béla Balázs
- Die Prinzessin Girnara, op. 27 (1919–1920), llibret de Jakob Wassermann
- Persisches Ballett, op. 30 (1920), ballet d'Ellen Tels
- Achilles auf Skyros, op. 33 (1921), ballet d'Hugo von Hofmannsthal
- Alkestis, op. 35 (1924), llibret d'Hugo von Hofmannsthal sobre Eurípides
- Die Nächtlichen: Tanzsinfonien, op. 37 (1924), Ballet escènic de Max Terpis
- Die Opferung des Gefangenen, op. 40 (1924–1925), drama escènic d'Eduard Stucken
- Scherz, List und Rache, op. 41 (1927), llibret de Johann Wolfgang von Goethe
- Die Bakchantinnen, op. 44 (1931), llibret del compositor basat en Eurípides, òpera en 2 actes
- Incognita, op. 69 (1950), llibret de Elizabeth MacKenzie i William Congreve

## Publicacions
- Conjuntament amb Henry Julius Wetenhall Tillyard i Carsten Høeg de «Monumenta Musicae Byzantinae».[4]